# Dix Grandes Campagnes
Les Dix Grandes Campagnes (chinois : 十全武功) sont une série de campagnes militaires lancées par la Chine de la dynastie Qing au milieu et à la fin du XVIIIe siècle, pendant le règne de l'empereur Qianlong (r. 1735-96). Trois d'entre elles visent à élargir la zone contrôlée par les Qing en Asie centrale : deux contre les Dzoungars (1755-57) et la « pacification » du Xinjiang (1758-59). Les sept autres campagnes tiennent plus de la protection et de la pacification de frontières déjà établies : deux guerres pour mettre au pas les Tibétains de Jinchuan au Sichuan, une autre pour réprimer la révolte des Taïwanais (1787-88) et quatre expéditions à l'étranger contre les Birmans (1765-69), les Vietnamiens (1788-89) et les Gurkhas au Népal, à la frontière entre le Tibet et l'Inde (1790-92), la dernière comptant pour deux.

## Campagnes

### Les trois campagnes contre les Dzoungars et la pacification du Xinjiang (1755–59)

#### Première campagne

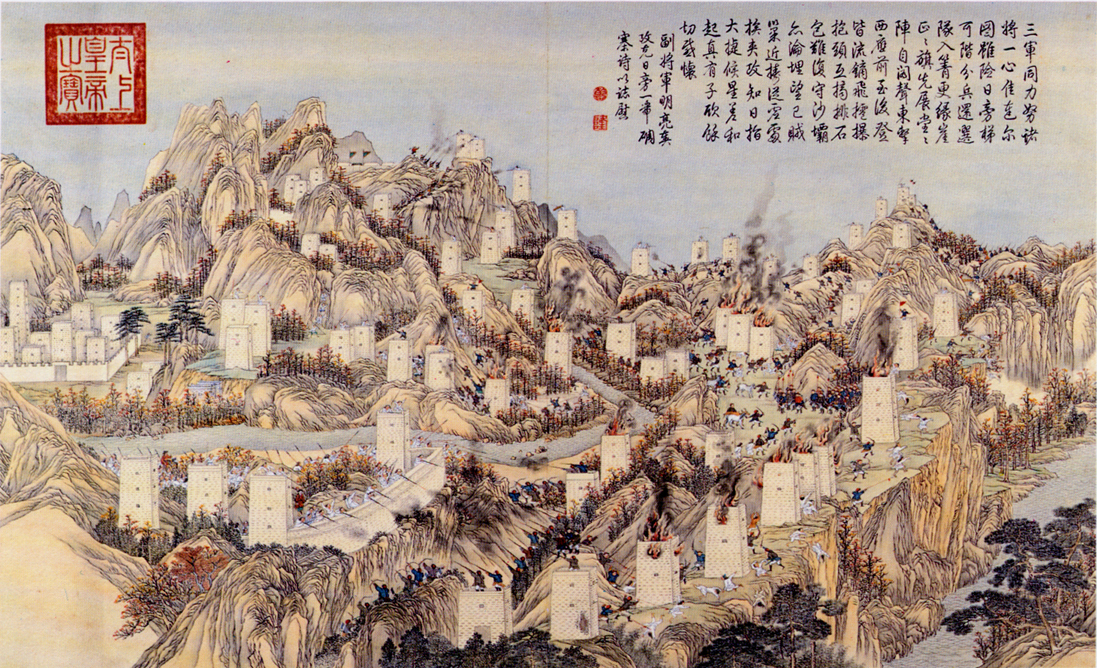
Attaque du mont Raipang. La plupart des batailles au Jinchuan ont eu lieu dans les montagnes.

Des dix campagnes, celle qui s’achève par la destruction finale des Dzoungars est la plus importante. La pacification de la Dzoungarie en 1755 et la répression de la révolte des Khojas de l'Altishar en 1757–1759 permettent de sécuriser les frontières nord et ouest du Xinjiang, d'éliminer les rivaux de la Chine pour le contrôle du Dalaï-lama au Tibet et d'éliminer ainsi toute influence rivale de celle des Qing en Mongolie. Elle ouvre également la voie à la pacification de la moitié sud du Xinjiang, islamisée et turcophone, qui a lieu peu de temps après.

#### Seconde campagne

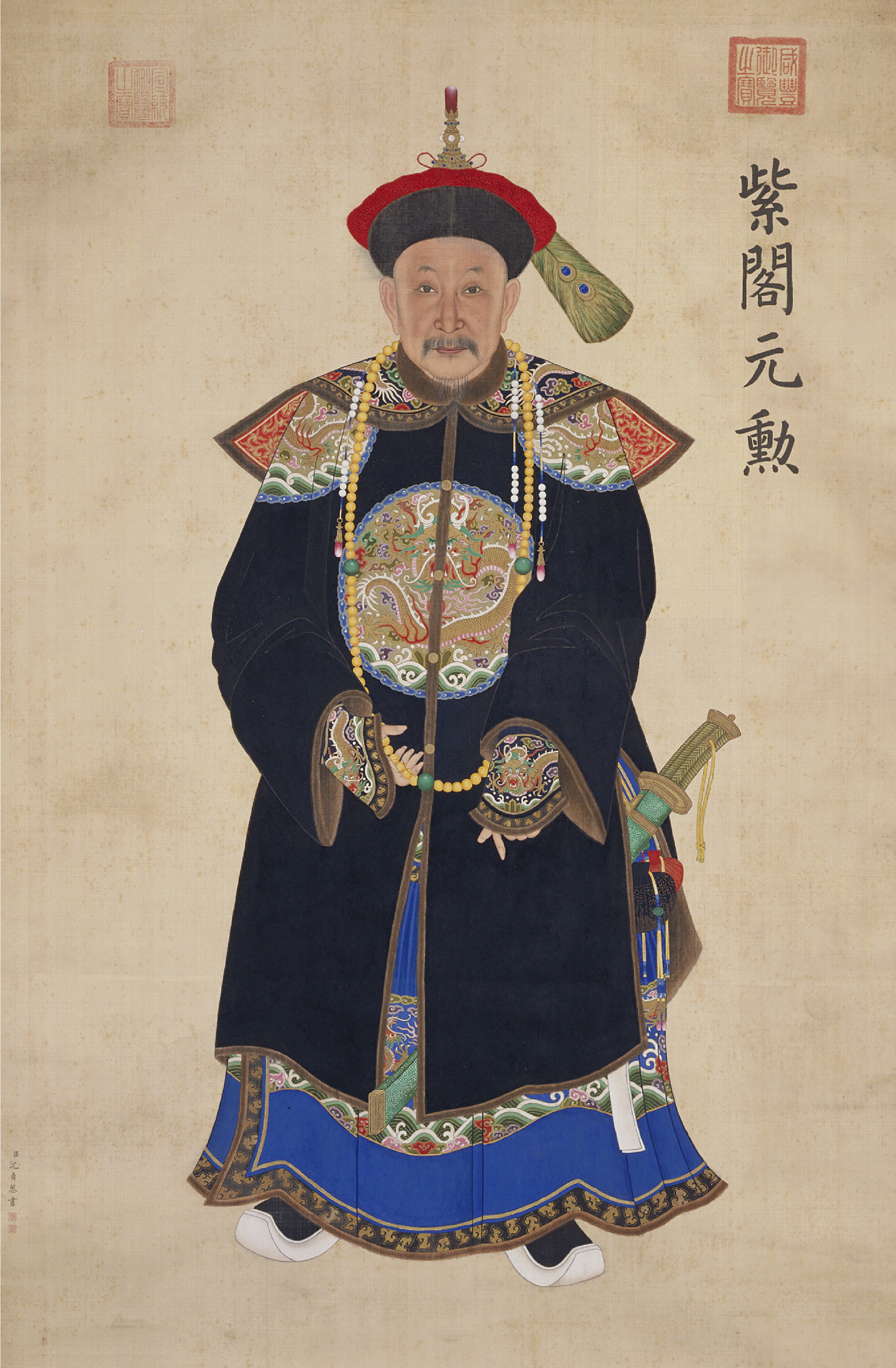
Agui

En 1752, Dawachi et le prince Khoid-Oirat Amoursana se disputent le titre de Khan des Dzoungars. Dawachi vainc Amoursana à plusieurs reprises et ne lui donne aucune chance de reconstituer ses forces. Amoursana est ainsi obligé de fuir avec sa petite armée vers la cour impériale Qing. L'empereur Qianlong s'engage à le soutenir dès qu'il accepte de se soumettre aux Qing. Parmi les soutiens d'Amoursana et des Chinois au sein des Dzoungars, on trouve les frères Burhān al-Dīn (chinois : 波羅尼都) et Khwāja-i Jahān (chinois : 霍集占), qui sont deux Khojas ; c'est-à-dire des descendants d'Ahmad Kasani, un maître Soufi de l'ordre Naqshbandiyya, ayant un grand pouvoir spirituel et politique dans la région.
En 1755, Qianlong envoie le général mandchou Zhaohui (chinois : 兆惠), aidé par Amoursana, Burhān al-Dīn et Khwāja-i Jahān, mener une campagne contre les Dzoungars. Après plusieurs escarmouches et batailles à petite échelle le long de la rivière Ili, l'armée Qing dirigée par Zhaohui approche d'Ili (Gulja) et force Dawachi à se rendre. Qianlong nomme Amoursana Khan des Khoids et l'un des quatre khans égaux; au grand dam de ce dernier qui voulait être le Khan de tous les Dzoungars.
Au cours de l'été 1756, Amoursana déclenche une révolte des Dzoungars contre les Chinois, avec l'aide du prince Chingünjav. La Cour Impériale Qing réagit au début de l'an 1757 en envoyant le général Zhaohui réprimer la révolte, avec le soutien de Burhān al-Dīn et Khwāja-i Jahān. Parmi les différentes batailles qui jalonnent la campagne, les plus importantes ont été illustrées dans une série de peintures commandées par l'empereur Qianlong. Un des tournants de la campagne a lieu lorsque le chef Dzoungar Ayushi fait défection du côté Qing et attaque le camp Dzoungar de Gadan-Ola lors de la bataille de Gadan-Ola.
Le général Zhaohui réussit à vaincre les Dzoungars en deux batailles : la bataille d'Oroi-Jalatu en 1758 et la bataille de Khurungui en 1758. Lors de la première bataille, Zhaohui attaque le camp d'Amoursana pendant la nuit. Ce dernier réussit à repousser l'attaque des Qing jusqu'à ce que Zhaohui reçoive assez de renforts pour le repousser. Durant le laps de temps qui sépare les batailles d'Oroi-Jalatu et de Khurungui, les Chinois commandés par le Prince Cabdan-jab infligent une autre défaite à Amoursana lors de la bataille de Khorgos. Cette bataille fait partie de la série de peintures de Qianlong, sous le nom de "Victoire de Khorgos". Au mont Khurungui, Zhaohui vainc Amoursana en lançant une nouvelle attaque nocturne sur son camp, après avoir traversé une rivière, et en réussissant à le faire fuir. Pour commémorer les deux victoires de Zhaohui, Qianlong fait construire le temple de Puning à Chengde, qui abrite la plus grande sculpture en bois au monde du bodhisattva Avalokiteśvara, ce qui lui vaut le surnom de Grand Temple du Bouddha. Peu de temps après, Huojisi (chinois : 霍集斯) de Tourfan fait sa soumission à l'Empire Qing. Après toutes ces batailles, Amoursana s'enfuit en Russie, où il meurt, tandis que Chingünjav s’enfuit vers le nord pour rejoindre Darkhad, mais est capturé à Wang Tolgoi et envoyé à Pékin, où il est exécuté.

#### Campagne de l'Altishahr (Troisième campagne)
Après la deuxième campagne contre les Dzoungars en 1758, les frères Burhān al-Dīn et Khwāja-i Jahān, ceux-là mêmes qui s'étaient alliés avec Amoursana en 1752-1755, se révoltent contre l'Empire Qing. Outre les Dzoungars ayant survécu aux précédentes campagnes, ils sont rejoints par les peuples kirghizes et les Ouïghours des oasis de l'Altishahr, une région qui correspond, grosso modo, au bassin du Tarim. Face à ces rebelles, on trouve les Ouïghours de Tourfan et Hami, y compris Emin Khoja et Khoja Si Bek, ainsi que certaines tribus Dzoungars, qui restent fidèles aux Qing et fournissent des troupes à l'expédition militaire envoyée par l'empereur Qianlong pour pacifier la région.
Les troupes Qing envoyées mater les rebelles progressent dans la région et s'emparent de plusieurs villes de l'Altishahr à la fin de l'an 1758. Mais les Chinois échouent lorsqu'il s'agit de s'emparer des deux dernières forteresses de la région encore contrôlées par les rebelles, à savoir Yarkand et Kachgar. Zhaohui, le commandant en chef des troupes chinoises, assiège sans succès Yarkand et livre une bataille à l’issue indécise en dehors de la ville; un combat connu sous le nom de "bataille de Tonguzluq". Après cette bataille, Zhaohui s'empare d'autres villes situées à l'est de Yarkand mais il est forcé de battre en retraite et les rebelles Dzoungar et Ouïghours finissent par l'assiéger à la rivière Noire (Kara Usu). En 1759, Zhaohui demande des renforts et 600 soldats sont envoyés, sous le commandement conjoint des généraux Fude et Machang, incluant 200 cavaliers commandés par Namjil. Les autres officiers de haut rang de cette armée de secours sont Arigun, Doubin, Duanjibu, Fulu, Yan Xiangshi, Janggimboo, Yisamu, Agui et Shuhede. Le 3 février 1759, plus de 5 000 cavaliers ennemis dirigés par Burhān al-Dīn tendent une embuscade aux 600 soldats de l'armée de secours lors de la bataille de Qurman. Les charges des cavaleries Ouïghour et Dzoungar sont stoppées par les chameaux équipés de canons légers des Zamburak, ainsi que par les mousquets et les archers Qing. Namjil et Machang mènent une charge de cavalerie sur un des flancs de l'armée rebelle. Namjil est tué au cours des combats, alors que Machang met pied à terre et se bat contre ses ennemis avec son arc. Après une bataille acharnée, les forces Qing remportent la victoire et attaquent le camp des Dzoungar, provoquant le repli de ces derniers, ce qui met fin au siège de la rivière Noire.
Après la victoire de Qurman, l'armée Qing s'empare des dernières villes encore aux mains des rebelles. Mingrui prend le commandement d'un détachement de cavalerie et vainc la cavalerie Dzoungar lors de la bataille de Qos-Qulaq. Les Ouïghours se replient après Qos-Qulaq mais sont vaincus par Zhaohui et Fude à la bataille d'Arcul (Altishahr) le 1er septembre 1759. Les rebelles sont de nouveau vaincus lors de la bataille de Yesil Kol Nor. Après ces défaites, Burhān al-Dīn et Khwāja-i Jahān s'enfuient avec leur petite armée de partisans au Badakhshan. Le sultan Shah du Badakhshan promet de les protéger, mais en même temps, il contacte l'Empire Qing à qui il promet de livrer les rebelles. Lorsque ces derniers arrivent dans la capitale du Sultan, il les attaque et les capture. Lorsque l'armée Qing atteint à son tour la capitale, Shah leur remet ses prisonniers et fait sa soumission aux Qing.

### Campagnes du Jinchuan (1747–49, 1771–76)
Les Campagnes du Jinchuan (chinois : 大小金川之役) sont aussi connues sous le nom d' élimination des habitants des collines du Jinchuan (chinois : 平定兩金川).

#### Situation avant le début des campagnes

##### Histoire du Jinchuan
Le nom Jinchuan (chinois : 金川 ; tibétain : ཆུ་ཆེན་) signifie « Fleuve doré » en chinois et « Grande rivière » en tibétain. Ce terme désigne deux rivières situées du nord-ouest du Sichuan, la Grande Jinchuan et la Petite Jinchuan, qui sont deux affluents de la rivière Dadu. La signification littéraire du nom chinois provient de contes anciens qui décrivaient une mine d'or géante située entre la Grande Jinchuan et la Petite Jinchuan. La majorité des gens qui vivent alors au Jinchuan font partie du peuple rGyalrong et sont gouvernés au nom de Bouddha par des Tusi héréditaires, mis en place sous le pouvoir mongol de la dynastie Yuan.

##### Histoire des Tusi
Le Peuple rGyalrong (Chinois: 嘉绒人; Tibétain: རྒྱལ་རོང་; Wylie : rgyal rong) est une branche des descendants de Tibétains vivant dans le nord-ouest du Sichuan. Ils parlent les langues rGyalrong et pratiquent le bouddhisme tibétain. En son temps, la dynastie Ming met en place le système des Tusi au Sichuan et au Tibet pour stabiliser les conflits culturels entre le gouvernement central confucéen et les tribus bouddhistes. Dans le cadre de ce système, le Tusi est le chef suprême de sa tribu, qui sont au nombre de dix-huit dans le Sichuan. Les Tusi dirigent donc les tribus rGyalrong pendant des décennies en tant qu'hommes de paille du gouvernement central.
À la fin de la dynastie Ming, le système Tusi se révèle incapable de s'adapter aux changements rapides de la société. Les Tusi mettent en place l'esclavage au Jinchuan et ont tout pouvoir au sein de leurs tribus respectives. Au fil du temps, des conflits armés mineurs éclatent entre les dix-huit Tusis, certains se transformant en rébellions armées. Les membres du gouvernement Qing réalisent que le système des Tusi est un problème après avoir pris le contrôle de la Chine des Ming. Ortai, le vice-roi de Yun-Gui (en), suggère à l'empereur Yongzheng de commencer la bureaucratisation des Tusi au Sichuan pour remplacer le système Tusi, puis de reprendre le contrôle des terres et des peuples pour l'empire. En 1726, l'empereur fait superviser la bureaucratisation par Ortaï. Cette réforme est couronnée de succès dans le Guizhou et le Yunnan, mais elle rencontre de la résistance au Sichuan, au point que les Tusi lancent une rébellion majeure.

#### Première campagne
Slob Dpon, le Tusi du Grand Jinchuan, essaye d'unir les tribus du Sichuan pour combattre la bureaucratisation des Tusi. Pour arriver à ses fins, il enlève Zewang, le Tusi du Petit Jinchuan, en 1746 pour l'obliger à accepter une alliance entre le Grand Jinchuan et le petit Jinchuan. Mais les habitants du Petit Jichuan n'acceptent pas la domination de Slob Dpon sur la région et envoient un messager à Chengdu pour prévenir le gouverneur du Sichuan, Ji Shan. Lorsque Slob Dpon est mis au courant, il décide d'aller au bout de sa démarche et d'entrer ouvertement en rébellion. C'est ainsi qu'en 1747, il ordonne un assaut contre la tribu du Tusi de Mingzheng. Ji Shan réagit en envoyant quelques contingents pour attaquer Slob Dpon, mais ils sont vaincus rapidement et de façon inattendue. Ji Shan réalise alors l'importance de cet événement soudain et l'ampleur des ambitions de Slob Dpon. Il signale la rébellion et demande l'aide de la cour impériale.
Le Grand Conseil est irrité par la révolte de Slob Dpon et l'empereur Qianlong ordonne la mobilisation de 30 000 soldats pour mettre au pas la tribu du Grand Jinchuan. Il nomme Zhang Guangsi commandant général de cette expédition militaire. Mais, malgré sa supériorité numérique, l'armée Qing ne parvient pas à vaincre les guerriers de la tribu de Slob Dpon, bien plus habitués au climat des hautes terres que leurs ennemis. De plus, Slob Dpon avait préparé sa révolte en faisant construire des fortifications dans les montagnes et sur les cours d'eau, et les rGyalrongs connaissent mieux le terrain que les soldats Qing.
Un an plus tard, Qianlong ordonne à Nequin, l'un de ses Grands Secrétaires, de partir renforcer l'armée de Zhang avec plus de 40 000 soldats. Une fois sur place, Neqin a du mal à coopérer avec Zhang à cause de problèmes liés à la politique de la cour. De plus, le nouveau venu n'a strictement aucune expérience en matière de commandement de forces armées. De son côté, en plus d'avoir préparé le Grand Jinchuan à résister à une attaque ennemie, Slob Dpon réussit à placer un espion au sein du haut commandement de Qing, sans que Zhang s'en aperçoive. Tout ceci cumulé fait que l'armée Qing est de nouveau vaincue en avril 1748. Finalement, Qianlong fait exécuter Zhang en décembre de la même année sous l'accusation de commandement désavantageux de l'armée du Ciel et Neqin se suicide pour avoir fait honte à l'empereur.
Fuheng est nommé commandant en 1749. Général expérimenté, le nouveau commandant décide de ralentir les opérations militaires, le temps de démasquer et tuer tous les espions présents au sein de l'armée. Fuheng divise ses troupes en plusieurs corps d'armées pour attaquer Slop Dpon depuis différentes directions. L'armée Qing réussit finalement à pénétrer dans la forteresse de Slob Dpon en 1749. Le Tusi du Grand JInchuan se rend et accepte de payer un tribut de plusieurs milliers de taels d'argent et de nombreuses statues de Bouddha en or pour sauver sa vie. L'empereur Qianlong décide de le croire et le garde en tant que Tusi, tout en faisant une pause dans la bureaucratisation de la province du Sichuan.
La Première Campagne contre le Jinchuan est vue comme l'une des grandes réalisations de Qianlong. Ironiquement, elle est en réalité extrêmement infructueuse pour les raisons suivantes :
1. Le gouvernement Qing a mobilisé au total plus de 80 000 hommes provenant de sept provinces pour lutter contre une tribu qui n'était pas équipée de canons ni d'armes à feu[6].
2. Qianlong n'a pas fait exécuter Slob Dpon, ce qui a rendu d'autres Tusi plus craintifs vis-à-vis de la puissance de celui du Grand Jinchuan.
3. Le gouvernement central n'a pris aucune mesure pour limiter la taille de l'armée des Tusi, ce qui leur a permis de se rebeller à nouveau.

#### Seconde campagne
Slob Dpon meurt en 1760 et c'est son neveu Lang Kashi qui devient le nouveau Tusi du Grand Jinchuan. Lang reprend à son compte les plans de son oncle et son désir de devenir le nouveau roi tibétain. Il unit quelques Tusi, recrute des guerriers, construit des défenses et met en place une éducation anti-Qing au Jinchuan. Après le décès de Lang Kashi, qui survient quelques années plus tard, c'est son fils Sonom qui devient Tusi. SSenge Sang étant un ami de Sonom, les deux hommes abandonnent les haines familiales opposant leurs clans respectifs et concluent une alliance militaire.

Sonom lance une attaque soudaine contre le Tusi Gebushizai en 1771, tandis que Senge Sang attaque d'autres Tusi. Excédé, Qianlong ordonne le lancement d'une deuxième campagne contre le Jinchuan. Cette fois, Qianlong est déterminé à mettre fin au système Tusi dans le Sichuan. Artai, le gouverneur du Sichuan, prend le commandement d'une armée de 20 000 hommes pour attaquer Senge Sang. Mais la campagne s'enlise rapidement et aucun progrès n'a lieu en 6 mois. Qianlong le démet de ses fonctions de gouverneur et, un peu plus tard, nomme Wenfu, le Grand Secrétaire, commandant général. Il nomme également Guilin gouverneur du Sichuan et vice-commandant général. Sur le terrain, Wenfu dirige les opérations sur le front ouest pour attaquer le Petit Jinchuan, tandis que Guilin frappe depuis le sud. Wenfu avance sans que rien semble pouvoir l'arrêter, mais le général Xue Zong, de l'armée de Guilin, se retrouve encerclé par l'ennemi dans la vallée d'Heilong, à Kangding. 30 000 soldats Qing sont tués lors des combats. Guilin n'ayant pas envoyé de renforts pour aider l'armée de Xue Zong, il est exécuté sur ordre de Qianlong. À ce stade des opérations, l'empereur a besoin d'un général compétent pour s'assurer la victoire. Il décide alors de nommer Agui, le "général de fer" qui revenait de la conquête de la Birmanie, comme commandant général.

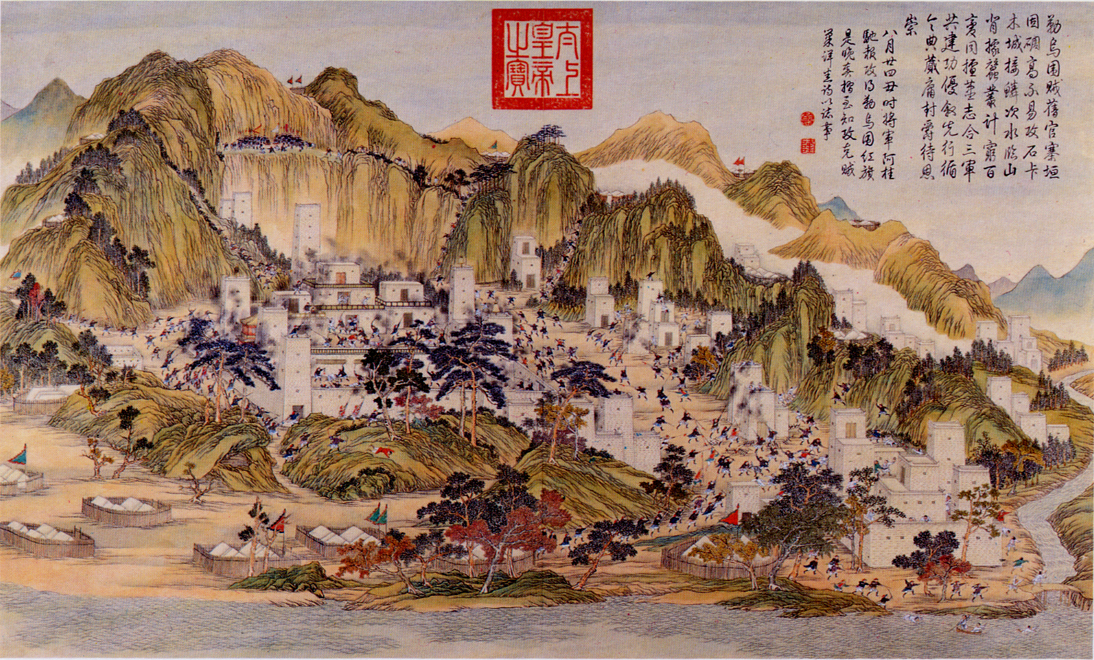
La prise de la falaise de Geer

Agui est un général intelligent et courageux. En novembre 1772, il réalise que le poste de commandement de Senge Sang est situé dans le temple de Meidu Lama, au nord du Petit Jinchuan. Il emmène 4 000 soldats avec lui et traverse le cours d'eau au clair de lune. Son attaque surprise réussit et il s'empare du temple, mais Senge Sang réussit à s'échapper vers le Grand Jinchuan. Agui envoie alors un message à Sonom en lui promettant que s'il lui remet Senge Sang, l'armée Qing se retirera et qu'il sera reconnu comme étant le roi du Tibet; mais Sonom rejette sa demande.
Wenfu et Agui unissent leurs forces dans le Petit Jinchuan en 1773. Ils hivernent avec leurs armées près de Meidu et attendent le printemps pour lancer la deuxième vague d'offensive. De façon inattendue, le Tusi du Grand Jinchuan rassemble des troupes d'élite qui frappent pendant une tempête de neige. Elles occupent la réserve de nourriture de l'armée Qing, ce qui oblige l'armée de Wenfu à se battre sans ravitaillement. Wenfu est tué pendant la bataille, ce qui oblige Agui à se replier et permet aux rGyalrongs de reprendre le Petit Jinchuan.
Qianlong est surpris par la durée de cette campagne. Il ordonne l’envoi immédiat de renforts avec des stocks d'armes à feu et des canons lourds importés pour l'armée d'Agui. Qianlong veut mettre fin à la guerre à tout prix et transmet des ordres stricts à Agui, qui les exécute. L'armée Qing commence à massacrer le peuple rGyalrong pour priver l'armée du Jinchuan de ses ressources et de sa base de recrutement. Agui conquiert de nombreuses forteresses, puis atteint la falaise de Geer, la forteresse de Sonom, en 1775. Agui commence à assiéger la forteresse et coupe l'approvisionnement en eau de la falaise de Geer. Sonom finit par accepter les conditions de reddition d'Agui et empoisonne Senge Sang avant d'envoyer son cadavre aux Qing. Mais finalement, Agui refuse d'accepter la reddition, car l'empereur Qianlong lui a fait savoir qu'il ne voulait pas voir une troisième campagne contre le Jinchuan. En 1775, Agui lance un assaut qui permet à l'armée Qing d'occuper les abords de la falaise de Geer. Sonom se retire dans le fort où il reste retranché jusqu'en 1776, date à laquelle les Qing lancent l'attaque finale contre la falaise de Geer avec l’appui de canons. Voyant qu'il n'a plus aucune issue possible, Sonom abandonne sa résistance désespérée et se rend. La deuxième campagne contre le Jinchuan est terminée.

#### Conséquences
La victoire décisive des Qing contre les Tusi rebelles du Jinchuan est retracée par des archives officielles et diverses publications. Qianlong est très heureux que les rebelles du Jinchuan aient été vaincus par son Armée du Ciel et lorsque les troupes Qing retournent à Pékin, un hymne célébrant leur victoire est chanté en leur honneur. Une version mandchoue de cet hymne a été enregistrée par le jésuite français Joseph-Marie Amiot et envoyée à Paris.
Assez vite, la bureaucratisation des Tusi reprend dans cette région de la Chine. L'administration tribale est abolie, tandis que les Tusi sont exilés ou exécutés. À la place, le gouvernement central établit des États et des Xians au Sichuan, renforce son contrôle sur les minorités et accroît les échanges culturels entre le Zhongyuan (chinois : 中原) et les zones frontalières. Concernant les populations locales, les généraux Qing ont été impitoyables dans leur tâche d'anéantissement des Tibétains locaux, puis ont réorganisé la région en une préfecture militaire et l'ont repeuplée avec des colons venant d'autres régions de la Chine. Ces réformes permettent d'établir la domination des Chinois Han sur les différentes ethnies du sud-ouest de la Chine et mettent fin aux sociétés esclavagistes existant au Sichuan, au Guizhou et au Yunnan. Les campagnes contre le Jinchuan symbolisent le pouvoir absolu du gouvernement central Qing, tout en confirmant la centralisation du territoire et de l'administration de l'empire.
Comparé aux huit autres campagnes, le coût de la lutte contre les rebelles du Jinchuan est extraordinaire : le Jinchuan, un petit Xian du Sichuan, a coûté à l'Empire Qing 600 000 morts et 70 millions de taels d'argent pour sa conquête, soit le coût le plus élevé des dix grandes campagnes de Qianlong,.

### Campagnes en Birmanie (1765–69)
L'empereur Qianlong lance quatre invasions en Birmanie entre 1765 et 1769. Cette guerre a coûté la vie à plus de 70 000 soldats et quatre commandants de l'armée Qing et elle est parfois décrite comme étant " la guerre frontalière la plus désastreuse que la dynastie Qing ait jamais menée " et celle qui " a assuré l'indépendance de la Birmanie et probablement celle d'autres États de l'Asie du Sud-Est". La séparation entre les territoires chinois et birman mise en place à la suite de la victoire finale birmane a, par la suite, servi de base à la frontière actuelle entre la Birmanie et la Chine.

#### Situation avant le début du conflit
Que ce soit sous les Yuan ou les Ming, le tracé de la longue frontière entre la Birmanie et la Chine est longtemps resté flou. Si les Ming réussissent à conquérir les régions frontalières du Yunnan entre 1380 et 1388, puis à éradiquer la résistance locale au milieu des années 1440; les Birmans reprennent le contrôle des États Shan, une série de petits États frontaliers, en 1557 à la suite des conquêtes du roi Bayinnaung de la dynastie Toungoo. Ceci étant, la situation frontalière reste floue, les chefs Shan continuant à verser un tribut aussi bien à la Chine qu'au royaume birman. La situation évolue en faveur de la Chine dans les années 1730, lorsque les Qing décident de contrôler de manière plus stricte les régions frontalières du Yunnan, tandis le déclin rapide de la dynastie Toungoo fait disparaître l'influence birmane dans le secteur.
Les tentatives des Qing de renforcer leur contrôle sur la frontière se heurtent d'abord à une résistance féroce de la part des chefs locaux, une demande d'augmentation des impôts envoyée par le gouvernement du Yunnan aux chefs tribaux mettant le feu aux poudres en 1732. La mise au pas des Shan est assez rapide et en 1735, l'année où l'empereur Qianlong monte sur le trône chinois, dix États Shan sont pacifiés et ralliés aux Qing.
Pendant ce temps, en Birmanie, la dynastie Toungoo perd le peu de pouvoir et de crédibilité qui lui reste et en 1752, elle est renversée par les forces du royaume restauré d'Hanthawaddy, des rebelles du Sud du pays. La même année, le chef tribal Alaungpaya fonde la Dynastie Konbaung, se révolte contre le royaume restauré d'Hanthawaddy et réussit à prendre le contrôle d'une grande partie du royaume birman entre 1752 et 1758, ainsi que des États Shan frontaliers. En 1758-1759, Alaungpaya envoie une expédition dans les États Shan les plus éloignés, soit ceux qui avaient été annexés par les Qing plus de deux décennies auparavant, pour rétablir le pouvoir birman dans la région. Trois des dix scibwas (Rois Shan) de ces États se seraient alors enfuis au Yunnan et auraient tenté de persuader les responsables Qing d'envahir la Birmanie.
Le gouvernement du Yunnan rapporte la nouvelle à l'empereur en 1759, et la cour impériale Qing publie rapidement un édit impérial ordonnant la reconquête des dix royaumes. Au début, les fonctionnaires du Yunnan, qui pensent que " les barbares doivent être conquis par des barbares ", essayent de résoudre le problème en soutenant les rois Shans opposés aux Birmans, mais cette stratégie échoue lorsque, en 1764, une armée birmane en route vers le Siam profite de son passage dans la zone frontalière pour annexer de nouveaux territoires. Les rois Shans envoient alors de nouvelles plaintes au pouvoir chinois, et l'empereur réagit en nommant Liu Zao, un ministre-érudit respecté de la capitale, pour régler ces questions. Une fois arrivé à Kunming, Liu estime que l'utilisation des seules milices Tai-Shan ne suffit pas et qu'il doit utiliser des troupes régulières de l'Armée de l'Étendard Vert.

#### Première et seconde invasion
Au début de 1765, la dynastie Konbaung tente à nouveau d'envahir (en) le Royaume d'Ayutthaya, au Siam. Profitant de la situation, Liu lance une invasion du Kengtung en décembre 1765, avec une armée forte de 3 500 soldats de l'étendard vert accompagné de milices Tai-Shan. Le siège de Kengtung par l'armée chinoise se solde par un échec, les troupes aguerries de la garnison de la ville, dirigée par le général Ne Myo Sithu, repoussent les assiégeants et poursuivent les envahisseurs jusque dans la préfecture de Pu'er, où les troupes QIng sont vaincues. Après avoir renforcé la garnison de Kengtung, Ne Myo Sithu retourne à Ava, la capitale birmane, en avril 1766. Après cet échec, Liu se suicide en se tranchant la gorge et l'Empereur le remplace en nommant Yang Yingju, un officier expérimenté ayant de longs états de service au Xinjiang et à Guangzhou.
Yang arrive au Yunnan pendant l'été 1766. Si Liu avait attaqué Kengtung, situé loin du centre de la Birmanie, Yang est déterminé à frapper directement la Haute-Birmanie en l'envahissant via Bhamo et en descendant le cours de la rivière Irrawaddy jusqu'à Ava. Mais les Birmans devinent les intentions de Yang et décident d'attirer les Chinois en territoire birman, puis de les encercler. Le commandant birman Balamindin reçoit l'ordre de livrer Bhamo et de rester au fort birman de Kaungton, à quelques kilomètres au sud de Bhamo sur l'Irrawaddy. Ce fort est défendu par une unité d'artillerie dirigée par des artilleurs français capturés lors de la bataille de Thanlyin en 1756. Pour renforcer ces effectifs, une autre armée dirigée par Maha Thiha Thura et postée à Kenghung reçoit l'ordre de marcher vers Bhamo en traversant les États Shan du nord.
Comme prévu, les troupes Qing s'emparent facilement de Bhamo en décembre 1766 et y établissent une base d'approvisionnement. Ensuite, ils marchent sur Kaungton, qu'ils assiègent. Là, les défenseurs dirigés par Balamindin repoussent les assauts répétés des Chinois, pendant que les deux armées birmanes, l'une dirigée par Maha Sithu et l'autre par Ne Myo Sithu, encerclent les soldats Qing. L'armée de Maha Thiha Thura arrive également et prend position près de Bhamo pour bloquer toute possibilité de repli vers le Yunnan pour les Chinois.
Plus le temps passe, plus les troupes chinoises souffrent du climat tropical de la Haute-Birmanie. Des milliers de soldats Qing auraient été frappés par le choléra, la dysenterie et la malaria. Selon un rapport Qing, 800 des 1 000 soldats d'une garnison sont morts de maladie et 100 autres sont malades. Profitant de l'affaiblissement de l'armée chinoise, les Birmans lancent leur offensive. D'abord, Ne Myo Sithu reprend facilement Bhamo, faiblement défendu, puis les Birmans attaquent le gros des troupes ennemies de deux côtés en simultané. Les Chinois se replient vers l'est puis vers le nord où une autre armée birmane dirigée par Maha Thiha Thura les attend. Bloquées par une armée, poursuivies par les deux autres, les troupes chinoises sont entièrement détruites. Après cette victoire, l'armée de Maha Sithu, qui gardait le flanc ouest de l'Irrawaddy, marche au nord de Myitkyina et vainc d'autres garnisons chinoises gardant la frontière. Finalement, les armées birmanes occupent huit États Shan pro-chinois dans le Yunnan.

#### Troisième invasion
Après ces deux défaites, l'empereur décide d'envoyer en Birmanie des soldats des Huit Bannières, qu'il considère être ses troupes d'élite ; à l'inverse de l'Armée de l'Étendard Vert qu'il considère comme étant sous-qualifiée et incompétente.
En 1767, l'empereur nomme l'ancien commandant Ming Rui, un de ses gendres, gouverneur général du Yunnan et du Guizhou et chef de la campagne militaire contre la Birmanie. Ming Rui avait combattu les Turcs dans le nord-ouest et est alors en poste à Ili, dans l'actuel Xinjiang. Sa nomination signifie qu'il ne s'agit plus d'un différend frontalier, mais d'une guerre à part entière. Ming Rui arrive au Yunnan en avril. Une force d'invasion composée de troupes mongoles et de soldats d'élites mandchous arrive dans la région, depuis le nord, à marche forcée. Des milliers de soldats de l'Armée de l'Étendard Vert et des milices Tai-Shan se joignent à eux, le tout formant une armée de 50 000 hommes. Pour éviter de voir cette armée décimée par les maladies tropicales, la cour Qing décide de lancer l'invasion durant les mois d'hiver, pensant que les maladies sont moins répandues durant cette période.
Pendant ce temps, le roi Birman Hsinbyushin ne semble pas se rendre compte de la gravité de la situation. Lors des deux premières invasions, il avait refusé de rappeler les principales armées birmanes, qui se battent au Laos et au Siam depuis janvier 1765, et assiègent la capitale du Siam depuis janvier 1766. Tout au long de 1767, alors que les Chinois mobilisent 50 000 hommes, les Birmans restent focalisés sur le Siam et même après la prise définitive de ladite capitale en avril 1767, Hsinbyushin laisse une partie des troupes au Siam pendant la saison des pluies afin de mater la résistance locale pendant les mois d'hiver. Il autorise même la démobilisation de nombreux bataillons shan et laotiens au début de la saison des pluies.
Par conséquent, lorsque l'invasion commence en novembre 1767, les défenses birmanes ne font pas le poids : la principale armée birmane principale ne compte qu'environ 7 000 hommes et il doit y avoir en tout pas plus de 20 000 hommes disponibles pour contrer l'armée chinoise. Ming Rui a planifié une invasion sur deux fronts dès la fin de la saison des pluies. La principale armée chinoise, dirigée par Ming Rui lui-même, doit marcher sur Ava en passant par Hsenwi, Lashio et Hsipaw, et descendre la rivière Namtu. La deuxième armée, dirigée par le général E'erdeng'e, doit retenter une attaque par la route de Bhamo. L'objectif final est que les deux armées se rejoignent à Ava, la capitale birmane.
Au début, tout se déroule comme prévu pour les Qing. La troisième invasion commence en novembre 1767 lorsque la plus petite des deux armées chinoises attaque et occupe Bhamo. En huit jours, l'armée principale de Ming Rui occupe les États Shan de Hsenwi et Hsipaw. Ming Rui fait d'Hsenwi une base de ravitaillement et y affecte 5 000 soldats pour garder la ville. Il prend ensuite le commandement d'une armée de 15 000 hommes en direction d'Ava. Fin décembre, dans les gorges de Goteik, au sud de Hsipaw, Ming Rui affronte la plus puissante armée birmane commandée par Maha Sithu. La bataille s’achève par la déroute totale des Birmans. Ce n'est que lorsque la nouvelle de la catastrophe de Goteik arrive à Ava qu'Hsinbyushin finit par comprendre la gravité de la situation et rappelle en urgence les armées birmanes stationnées au Siam.
Après avoir détruit la principale armée birmane, Ming Rui avance très vite, prenant une ville après l'autre, et atteint Singu sur l'Irrawaddy, situé à une cinquantaine de km au nord d'Ava, au début de 1768. Le seul point positif pour les Birmans est que la force d'invasion du nord, qui devait descendre l'Irrawaddy pour rejoindre l'armée principale de Ming Rui, a été repoussée à Kaungton.
À Ava, Hsinbyushin ne panique pas, bien qu'une armée chinoise forte d'environ 30 000 hommes soit si proche de sa capitale. Refusant de fuir, le roi prend le commandement d'une armée et sort de la capitale pour prendre position à l'extérieur de Singu. Du côté chinois, il s’avère que Ming Rui est allé trop loin et trop vite : sa base de ravitaillement principale d'Hsenwi se trouve à des centaines de kilomètres au nord de sa position et ses longues lignes de ravitaillement sont attaquées régulièrement par les soldats birmans. Ming Rui reste alors sur la défensives, cherchant à gagner du temps pour permettre à l'armée du Nord de lui venir en aide. Mais il ignore qu’après avoir subi de lourdes pertes lors de ses attaques répétées contre le fort de Kaungton, le commandant de l'Armée du Nord a désobéi aux ordres de Rui et ordonné le repli de ses troupes au Yunnan. Cette fuite lui vaudra par la suite d'être exécuté sur ordre de l'Empereur.
Si les renforts de Ming Rui n'arrivent pas, au début de 1768, les renforts birmans venant du Siam, sont bel et bien là. Soutenues par ces renforts, deux armées birmanes menées par Maha Thiha Thura et Ne Myo Sithu reprennent Hsenwi, ce qui prive l'armée principale des Qing de tout ravitaillement. Nous sommes maintenant en mars 1768, le paludisme et les attaques birmanes font des ravages au sein des soldats des Bannières et Ming Rui a abandonné tout espoir de réussir à rejoindre Ava. Il préfère essayer de retourner dans le Yunnan avec le plus grand nombre possible de soldats vivants.
En mars 1768, Ming Rui commence sa retraite, poursuivi par une armée birmane de 10 000 hommes et 2 000 cavaliers. Les Birmans tentent d'encercler les Chinois, avec une armée qui continue à poursuivre Ming Rui tandis que l'autre, la plus grande, avance par des routes montagneuse pour arriver directement derrière les Chinois. Finalement, les Chinois sont encerclés au niveau de l'actuelle ville de Pyin U Lwin, à environ 80 milles au nord-est d'Ava. Les combats durent trois jours et s'achèvent par la destruction totale des soldats chinois. Sur les 30 000 hommes de l'armée de Rui, seuls 2500 survivent et sont capturés. Grièvement blessé, Ming Rui préfère se suicider après avoir coupé sa natte et l'avoir confiée à un groupe de survivants ayant réussi à quitter le champ de bataille pour qu'ils la remettent à l'empereur en gage de sa loyauté. En fin de compte, seulement quelques douzaines de soldats de l'armée principale réussissent à retourner en Chine.

#### Quatrième invasion
L'empereur Qianlong s'attendait à une victoire facile, aussi lorsque la nouvelle du désastre lui parvient il est choqué et ordonne l'arrêt immédiat de toute action militaire jusqu'à ce qu'il puisse décider ce qu'il allait faire. Les généraux qui ont réussi à revenir du front l'avertissent qu'il est impossible de conquérir la Birmanie; mais il n'y a pas d'autre choix que de continuer car le prestige impérial est en jeu.
L'Empereur se tourne vers l'un de ses conseillers les plus dignes de confiance, le grand conseiller en chef Fuheng, l'oncle de Ming Rui. Le 14 avril 1768, la cour impériale annonce la mort de Ming Rui et la nomination de Fuheng comme nouveau commandant en chef de la campagne de Birmanie. Les généraux mandchous, Agui, Aligun et Suhede sont ses adjoints.
Avant la reprise des combats, certains fonctionnaires chinois envoient des messages de paix à la cour d'Ava. Les Birmans font également savoir qu'ils souhaitaient donner une chance à la diplomatie, compte tenu de leurs préoccupations au Siam. Mais l'empereur indique clairement qu'aucun compromis ne peut être fait avec les Birmans, son but étant d'établir une domination directe des Qing sur toutes les possessions birmanes. Dans cette optique, des émissaires sont envoyés au Siam et dans les États laotiens pour essayer d'établir des alliances.
À Ava, on s'attend maintenant à une autre invasion majeure et Hsinbyushin fait revenir en Birmanie la plupart des troupes déployées au Siam pour affronter les Chinois. Ce repli permet aux partisans du roi d'Ayutthaya de reprendre la capitale du Siam en 1768, puis de reconquérir le reste du royaume entre 1768 et 1769.
Fuheng arrive au Yunnan en avril 1769 pour prendre le commandement d'une armée de 60 000 hommes. Il établit son plan de bataille après avoir étudié les expéditions lancées en Birmanie par les Yuan et les Ming. Il met au point une invasion sur trois fronts via Bhamo et la rivière Irrawaddy. La première armée doit attaquer Bhamo et Kaungton de front, ce qu'il sait être difficile. Mais deux autres armées plus importantes doivent contourner Kaungton et descendre l'Irrawaddy, une sur chaque rive de la rivière, jusqu'à Ava. Les deux armées d'invasion progressant le long du fleuve doivent être accompagnées par des bateaux de guerre avec des milliers de marins de la marine du Fujian. Pour éviter de reproduire l'erreur de Ming Rui, il est déterminé à garder ses lignes d'approvisionnement et de communication et à avancer à un rythme régulier. Il évite de passer à travers les jungles des collines Shan afin de minimiser les risques d'attaques de ses lignes de ravitaillement par des guerriers birmans. Il fait également venir un régiment complet de charpentiers qui doivent construire forteresses et bateaux le long de la route d'invasion.
Pour les Birmans, l'objectif est de bloquer l'ennemi à la frontière et d'empêcher les Chinois de pénétrer à nouveau jusqu'au centre du pays. Maha Thiha Thura est le commandant en chef, rôle qu'il assume depuis la seconde moitié de la troisième invasion. Comme d'habitude, Balamindin commande le fort de Kaungton. Au cours de la dernière semaine de septembre, trois armées birmanes sont dépêchées sur place pour faire face aux trois armées chinoises. Une quatrième armée est organisée dans le seul but de couper les lignes de ravitaillement ennemies. Hsinbyushin met également sur pied une flottille de bateaux de guerre pour contrer les bateaux de guerre chinois. Les défenses birmanes comprennent maintenant des mousquetaires et des artilleurs français sous le commandement de Pierre de Milard, gouverneur de Tabe, qui sont revenus du Siam. D'après leurs mouvements de troupes, les Birmans connaissaient au moins la direction générale d'où viendrait la force d'invasion massive. Une fois les préparatifs terminés, Maha Thiha Thiha Thura remonte la rivière en bateau vers Bhamo.
Alors que les armées birmanes marchent vers le nord, Fuheng, contre l'avis de ses officiers, décide de ne pas attendre la fin de la mousson. Il agit ainsi car il veut frapper avant l'arrivée des Birmans, et espère aussi que les "miasmes ne seront pas partout". C'est ainsi qu'en octobre 1768, avant la fin de la mousson, Fuheng lança l'invasion. Les trois armées chinoises attaquent et capturent conjointement Bhamo, puis se dirigent vers le sud et construisent une forteresse massive près du village de Shwenyaungbin, à 20 km à l'est de la forteresse birmane de Kaungton. Comme prévu, les charpentiers construisent des centaines de bateaux de guerre pour descendre l'Irrawaddy.
Mais à partir de là, presque rien ne se passe comme prévu. Une armée passe sur la rive ouest de l'Irrawaddy, comme prévu, mais son commandant ne veut pas s'éloigner de la base. Lorsque l'armée birmane affectée à la garde de la rive ouest s'approche, les Chinois se retirent sur la rive est. De même, l'armée affectée à la descente de la rive Est refuse d'avancer. La flottille chinoise est alors vulnérable, ce qui permet à la flottille birmane de remonter le fleuve, attaquer et couler tous les bateaux chinois. Les armées chinoises convergent alors vers Kaungton; mais pendant quatre semaines la ville résiste à tous les assauts des troupes Qing.
Un peu plus d'un mois après le début de l'invasion, toute la force d'invasion Qing est enlisée à la frontière et les diverses maladies font des ravages au sein des troupes. Fuheng lui-même est frappé par la fièvre. De plus, l'armée birmane envoyée pour couper les lignes de communication ennemies a également atteint son but, et se rapproche des Chinois par l'arrière. Début décembre, les forces chinoises sont complètement encerclées. Les armées birmanes attaquent alors le fort chinois de Shwenyaungbin, qui tombe après une bataille féroce. Les survivants des combats s'enfuient jusqu'à Kaungton où d'autres forces chinoises sont stationnées. Les troupes Qing sont maintenant piégées à l'intérieur d'un corridor situé entre les forts Shwenyaungbin et Kaungton, qui est complètement encerclé par les soldats birmans.
Le commandement chinois, qui a déjà perdu 20 000 hommes et une grande quantité d'armes et de munitions, contacte les Birmans et leur demande quelles seraient leurs conditions pour faire la paix. Les membres du commandement birman sont opposés à l'octroi de conditions, disant que les Chinois sont entourés comme du bétail dans un enclos, qu'ils sont affamés et que dans quelques jours ils seront assez faibles pour être anéantis par un seul homme. Mais Maha Thiha Thura, qui a supervisé l'anéantissement de l'armée de Ming Rui lors de la bataille de Maymyo en 1768, comprend qu'une nouvelle défaite ne ferait que renforcer la détermination du gouvernement chinois.
Selon les chroniques historique de l'époque, il aurait dit :
« Camarades, si nous ne faisons pas la paix, une autre invasion viendra. Et quand nous l'aurons vaincue, un autre viendra. Notre pays ne peut pas continuer à repousser les invasions successives de Chinois, car nous avons d'autres choses à faire. Arrêtons le massacre et laissons leur peuple et notre peuple vivre en paix. »
Il fait remarquer à ses commandants que la guerre avec les Chinois était en train de devenir un cancer qui allait finalement détruire la nation. Par rapport aux pertes chinoises, les pertes birmanes sont faibles, mais considérées en proportion de la population des deux pays, elles sont lourdes. Les commandants ne sont pas convaincus mais Maha Thiha Thura, sous sa propre responsabilité, et sans en informer le roi, exige que les Chinois acceptent les conditions suivantes :
1. Les Chinois doivent livrer tous les sawbwas et autres rebelles et fugitifs cherchant à échapper à la justice birmane qui s'étaient réfugiés en territoire chinois ;
2. Les Chinois s'engagent à respecter la souveraineté de la Birmanie sur les États shan qui ont toujours fait partie de la Birmanie ;
3. Tous les prisonniers de guerre seront libérés ;
4. L'empereur de Chine et le roi de Birmanie reprennent des relations amicales, échangeant régulièrement des ambassades portant des lettres de bonne volonté et des cadeaux.

Les commandants chinois décident d'accepter les conditions. À Kaungton, le 13 décembre 1769 (ou 22 décembre 1769), sous une salle de pyathe à 7 toits, 14 officiers birmans et 13 officiers chinois signent un traité de paix. Les Chinois brûlent leurs bateaux et fondent leurs canons, puis, deux jours plus tard, repartent en passant par la vallée de Taiping. Des milliers de soldats chinois meurent de faim dans les cols sur le chemin du retour.

#### Conséquences
Les Qings maintiennent une forte présence militaire dans les zones frontalières du Yunnan pendant une dizaine d'années, afin de tenter de mener une autre guerre tout en imposant une interdiction du commerce transfrontalier pendant deux décennies. Les Birmans sont également préoccupés par le risque d'une nouvelle invasion par l'Empire Qing et installent une série de garnisons le long de la frontière. Après vingt ans, la Birmanie et l'Empire Qing reprennent des relations diplomatiques en 1790. Pour les Birmans, la reprise se fait sur un pied d'égalité. Cependant, l'empereur Qianlong a unilatéralement interprété l'acte comme une soumission birmane et revendique la victoire. Ironiquement, le principal bénéficiaire de cette guerre est le royaume du Siam, qui après avoir perdu sa capitale Ayutthaya au profit des Birmans en 1767, a pu libérer son territoire en 2 ans à la suite du départ des troupes birmanes lors de la quatrième invasion chinoise.

### Révolte de Taïwan (1786–88)
En 1786, le gouverneur de Taïwan nommé par les Qing, Sun Jingsui (chinois : 孫景燧), se retrouve à devoir faire face à une révolte organisée par les Tiandihui (en), une société secrète anti-Qing assez semblable à la secte du lotus blanc.
Cette révolte (en) est organisée par Lin Shuangwen (chinois : 林爽文), Zhuang Datian (chinois : 莊大田) et d'autres dirigeants de Tiandihui, qui ont regroupé autour d'eux des loyalistes Ming, dont de nombreuses personnalités importantes de l’île. Les Tiandihui commencent par remporter de nombreux succès, ce qui leur permet de voir leurs effectifs gonfler rapidement, le nombre d'insurgés atteignant rapidement les 50 000 personnes, pour atteindre les 300 000 au plus fort de la révolte. En moins d'un an, les rebelles occupent presque tout le Sud de Taïwan et Lin Shuanqwen se proclame roi.
Lorsque la Cour Impériale apprend que les rebelles occupent la majeure partie de Taïwan, elle envoie en urgence en 1786 une expédition militaire forte de 10 000 hommes pour réprimer la révolte. Mais ces troupes, mal organisées et mal préparées, sont vaincues par les insurgés de l'est de l'ile.
L'empereur Qianlong réagit en envoyant le général Fuk'anggan réprimer la rébellion avec sous ses ordres une armée de 20 000 soldats. Ces nouvelles troupes sont bien équipées, disciplinées et ont une expérience du combat qui s’avère suffisante pour mettre les insurgés en déroute en 1788. En même temps que Fuk'anggan, l'empereur envoie à Taïwan le Conseiller de la police Hailancha (chinois : 海蘭察), qui, avec 3 000 personnes sous ses ordres, participe au combat contre les insurgés.
Finalement, cette campagne est relativement coûteuse pour le gouvernement Qing, bien que Lin Shuangwen et Zhuang Datian aient tous deux été capturés. Après la fin de la révolte, l'empereur Qianlong est forcé de repenser sa manière de gouverner Taïwan; car cette révolte, loin d’être isolée, est le point culminant d'une instabilité chronique qui mine l’île depuis longtemps. En effet, il y a eu plus d'une centaine de rébellions à Taïwan depuis le début de la dynastie Qing. La fréquence des rébellions, des émeutes et des troubles civils dans l’île sous les Qing est évoquée par un dicton communément utilisé : "tous les trois ans, un soulèvement ; tous les cinq ans, une rébellion" (三年一反、五年一亂).

### Deux campagnes contre les Gurkhas (1788–93)

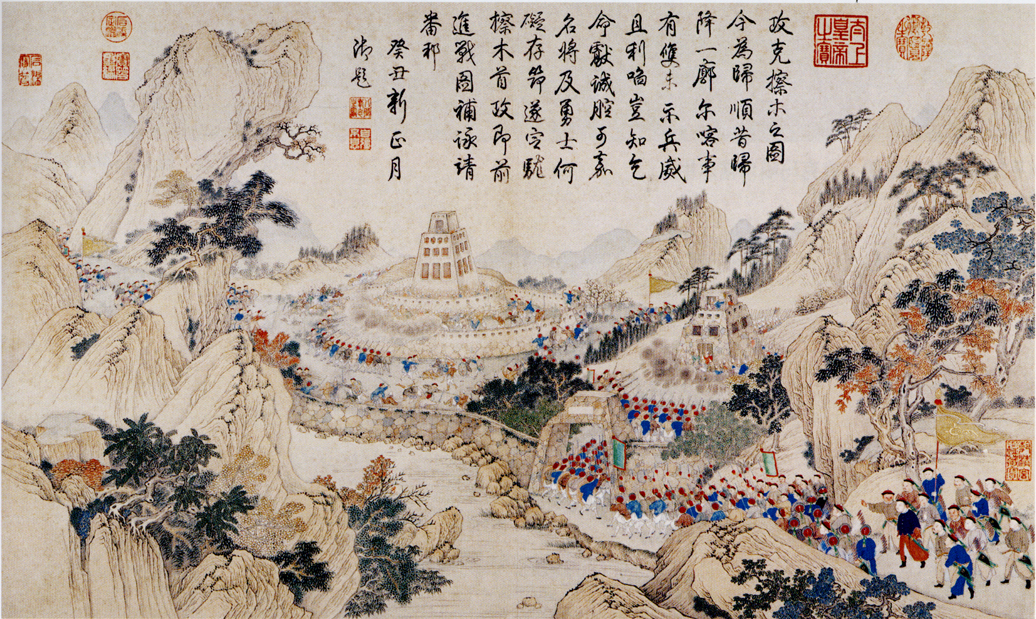
Fuk'anggan s'emparant de Camu aux dépens des Népalais

Les campagnes contre les Gurkhas montrent l’intérêt constant que la cour impériale Qing porte à la situation au Tibet.

#### Première campagne
La fin des années 1760 voit la création d'un État fort au Népal, le Royaume de Gorkha ou Royaume Gorkhali, alors dirigé par les Gurkhas et dont la capitale est à Katmandou, et l'implication dans la région d'une nouvelle puissance étrangère, l'Empire britannique, à travers la Compagnie britannique des Indes orientales.
À l'été 1788, à la suite d'une querelle entre le Népal et le Tibet, les troupes du royaume de Gorkha envahissent le sud du Tibet. Les deux Ambans (les représentants du gouvernement central Qing au Tibet) de Lhassa n'organisent aucune tentative de défense ou de résistance. Au lieu de cela, ils emmènent en lieu sûr le Panchen-lama, qui est alors un enfant, lorsque les troupes népalaises arrivent et pillent le riche monastère de Shigatsé alors qu'elles sont en route pour Lhassa. Après avoir entendu parler des premières incursions népalaises, l'empereur Qianlong ordonne aux troupes du Sichuan de se rendre à Lhassa et de rétablir l'ordre. Lorsqu'ils atteignent le sud du Tibet, les Gurkhas se sont déjà retirés, après que les Tibétains se soient engagés à verser au Népal 11 tonnes d'argent par an.
Cette promesse de versement d'un tribut met fin à la première des deux guerres avec les Gurkhas.

#### Seconde campagne
Comme le Tibet ne tient pas ses engagements, en 1791, les Gurkhas reviennent en force. Qianlong envoie en urgence une armée de 10 000 hommes, composée d'environ 6 000 soldats mandchous et mongols, accompagnés d'environ 4 000 soldats venant de différentes tribus. Pour commander cette force expéditionnaire, l'empereur fait appel aux deux vainqueurs des révoltes de Taïwan : le général Fuk'anggan et Hailancha, qui est de nouveau l'adjoint du général.
Ils entrent au Tibet en passant par Xining dans le nord, un itinéraire qui raccourcit le trajet, mais que l'armée Qing emprunte au cœur de l'hiver 1791-92, traversant des cols de haute montagne dans la neige profonde et le froid. Ils atteignent le Tibet central au cours de l'été 1792 et en deux ou trois mois, ils peuvent annoncer à la Cour Impériale qu'ils ont gagné une série de batailles décisives, ce qui leur permet de repousser les armées Gurkha. Les Népalais ripostent en utilisant des tactiques d'étirement puisque l'armée chinoise est 3 à 4 fois plus grande que la leur : en se repliant, les Népalais obligent les Chinois à les poursuivre, ce qui étire les lignes de ravitaillement et les rangs de l'armée. Une fois arrivés à Nuwakot, les Chinois doivent faire face à une forte contre-attaque de Népalais armés de khukuri. Les deux camps étant épuisés et dans des situations inconfortables, les Chinois et les Gurkhas finissent par signer un traité de paix à Betrawati. Les conditions dudit traité sont favorables aux Qing, le Royaume de Gorkha devant leur payer un tribut tous les cinq ans.

### Campagne du Đại Việt (1788–89)

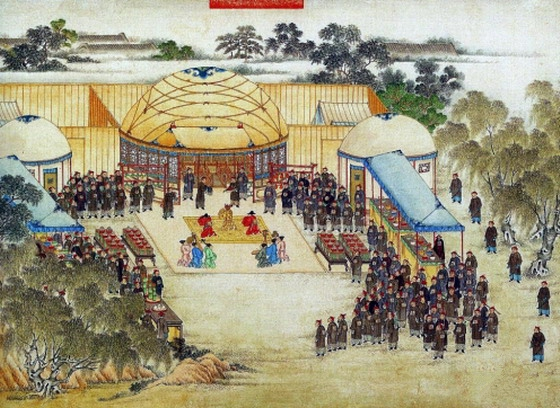
Fonctionnaires chinois recevant l'empereur déchu Lê Chiêu Thống.

Depuis la dynastie Ming, les dirigeants vietnamiens reconnaissent l'empereur chinois comme étant leur suzerain, tout en gouvernant leur pays de manière indépendante. C'est le cas tout au long du règne de la dynastie Lê postérieure, mais cela change lorsque Huệ, Lữ et Nhạc, trois frères du clan Hồ né à Tây Sơn, un village situé près de Quy Nhơn, se révoltent en 1771 contre les seigneurs du Sud, les Nguyễn. Après avoir vaincu ces derniers, ils renversent Lê Chiêu Thống, le dernier empereur de la dynastie Lê
Lê Chiêu Thống s'enfuit vers l'Empire Qing et fait appel à l'empereur Qianlong. En 1788, une grande armée Qing est envoyée au sud pour restaurer Lê Chiêu Thống sur son trône. Ils réussissent à prendre Dong kinh et à restaurer Thống sur le trône, mais beaucoup de ses partisans sont en colère à cause de la soumission totale de ce dernier à la Chine. En effet, Lê Chiêu Thống est traité comme un empereur vassal par l'empereur Qianlong et tous ses édits doivent être autorisés par le gouvernement Qing avant de devenir officiels. Quoi qu'il en soit, cette situation ne dure pas longtemps puisque Nguyễn Văn Huệ, le chef de la faction Tây Sơn, lance une attaque surprise contre les forces Qing alors qu'elles célèbrent le Nouvel An Lunaire en 1789. Les forces Qing ne sont pas préparées mais se battent pendant cinq jours avant d'être vaincues lors de la bataille de Đống Đa. Lê Chiêu Thống s'enfuit à nouveau vers la Chine des Qing tandis que Nguyễn Văn Huệ est proclamé "Empereur Quang Trung". Bien que Nguyễn Văn Huệ Huệ ait gagné la bataille, il choisit finalement de se soumettre en tant que vassal à l'Empire Qing et accepte de payer un tribut annuel. Cette décision stratégique a pour but d'éviter des représailles et de permettre au Dai Viet de commercer avec la Chine.

## Bilan des campagnes
Dans ses dernières années, l'empereur Qianlong parlait de lui-même en se donnant le surnom grandiose de "Vieil homme des Dix Grandes Campagnes]" (十全老人). Il a également écrit un essai énumérant les victoires en 1792 intitulé Chroniques des Dix Grandes Campagnes (十全记).
En réalité, ces campagnes ont représenté une perte financière majeure pour l'Empire Qing, coûtant plus de 151 millions de taels d'argent, pour des résultats plus ou moins probants :
- Les tribus du Jinchuan comptaient moins de 30 000 foyers et il a fallu cinq ans pour les pacifier.
- En Birmanie, la dynastie Konbaung a réussi à reprendre le contrôle des royaumes Shan et repousser les armées Qing
- Près de 1,5 million de piculs (environ 90 000 tonnes) de marchandises ont été transportés pour la campagne à Taïwan.
- Au lieu de restaurer Lê Chiêu Thống sur le trône au Vietnam comme prévu au départ, l'Empereur Qianlong a fini par faire la paix avec la nouvelle dynastie Tây Sơn et même arrangé des mariages entre les familles impériales Qing et Tây Sơn.